# 엽기발랄 홍선생
《엽기발랄 홍선생》은 2002년 8월 9일에 MBC에서 방영한 베스트극장이다.

## 등장 인물

### 주요 인물
- 이유진 : 홍선생 역
- 이잎새 : 혜미 역
- 수애 : 지은 역

### 그 외 인물
- 김진이 : 선애 역
- 김혁 : 준기 역
- 문지윤 : 영우 역
- 신승환 : 종석 역
- 강원
- 박주아 : 송 교장 역
- 김학철 : 진득만 역 - 혜미의 아버지
- 최한호
- 오협
- 전익령
- 조정린
- 최민영
- 이종화 (아역)